# Modelo atômico saturniano
O modelo atômico saturniano foi criado por Hantaro Nagaoka (1865-1950) em 1904. O modelo estabelecia que o átomo era formado por um caroço central carregado positivamente e portanto rodeado de anéis, de elétrons deslocando-se com a mesma velocidade angular, um sistema semelhante ao planeta Saturno, com seus anéis, razão pela qual esse modelo ficou conhecido como modelo saturniano.
Em 1901, o físico francês Jean Baptiste Perrin já tinha apresentado proposta semelhante.

## Hantaro Nagaoka

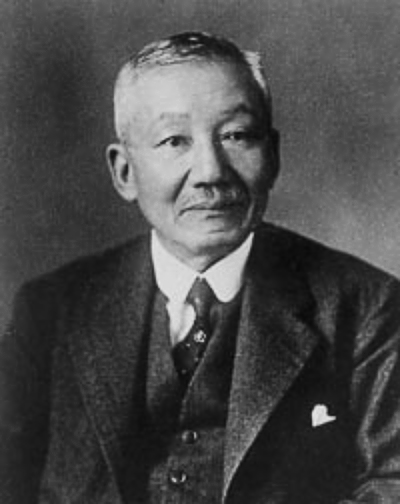
Hantaro Nagaoka, criador da Teoria atômica saturniana.

Hantaro Nagaoka, reputado físico japonês da Universidade Imperial de Tóquio, era ainda um ilustre desconhecido no mundo ocidental, embora, à época, tivesse já dado contribuições importantes no domínio da propagação da radiação electromagnética na atmosfera.